# Grimmia nepalensis
Grimmia nepalensis là một loài Rêu trong họ Grimmiaceae. Loài này được Mitt. mô tả khoa học đầu tiên năm 1859.